# Decorticatie (neurologie)
Decorticatie of ontschorsing is in de neurologie een vorm van hersenletsel waarbij de hersenschors (neocortex) ernstig is beschadigd. Dit wordt meestal gesteld naar aanleiding van de symptomen van sommige comateuze patiënten (decorticatiehouding: flexie van armen, polsen en vingers bij extensie van de benen met binnenwaartse rotatie en plantaire flexie), die ook door andere typen hersenletsel kunnen ontstaan.
Een nog ernstiger vorm is de decerebratie (ontherseningsstijfheid, opisthotonus), waarbij extensie van armen en benen wordt waargenomen. Dit duidt op omvangrijke hemisfeerlaesies met inklemming, laesies in de achterste schedelgroeve of (neuro)metabole stoornissen.